# Норовлива дочка (фільм, 1909)
Норовлива дочка (англ. The Wayward Daughter) — американський фільм 1909 року.

## У ролях
- Джин Гонтьє
- Джордж Мелфорд